# Thinkolhufushi
Thinkolhufushi est une petite île inhabitée des Maldives.  L'île apparaît avoir maintenant formellement disparu, et n'est plus qu'une extension de sa voisine Dhiyamingili à laquelle elle a désormais été reliée.

## Géographie
Thinkolhufushi est située dans le centre des Maldives, à l'Est de l'atoll Kolhumadulu, dans la subdivision de Thaa.